# 泉鱂
泉鱂為輻鰭魚綱鯉齒目鯉齒亞目鯉齒鱂科的其中一種，被IUCN列為瀕為保育類動物，分布於中美洲墨西哥的淡水流域，體長可達6公分，棲息在底中層水域，可做為觀賞魚。

## 擴展閱讀
維基物種上的相關：泉鱂